# Wasserstraßen- und Schifffahrtsamt Weser-Jade-Nordsee
Das Wasserstraßen- und Schifffahrtsamt Weser-Jade-Nordsee (WSA Weser-Jade-Nordsee) ist ein Wasserstraßen- und Schifffahrtsamt in Deutschland. Es gehört zum Dienstbereich der Generaldirektion Wasserstraßen und Schifffahrt.
Das Amt ist am 8. April 2019 aus der Zusammenlegung der bisherigen Wasserstraßen- und Schifffahrtsämter Bremen, Bremerhaven und Wilhelmshaven hervorgegangen und das zweite neue Wasserstraßen- und Schifffahrtsamt im Zuge der Ämterreform.

## Aufgaben
Zu den Aufgaben des Wasserstraßen- und Schifffahrtsamtes gehören:
- Unterhaltung der Bundeswasserstraßen im Amtsbereich
- Betrieb und Unterhaltung baulicher Anlagen, z. B. Schleusen, Wehre und Brücken
- Aus- und Neubau
- Unterhaltung und Betrieb der Schifffahrtszeichen
- Erfassung und Auswertung von Wasserständen, Abflüssen und umweltrelevanten Daten
- Übernahme strom- und schifffahrtspolizeilicher Aufgaben.

## Dienstorte, Außenbezirke und Bauhöfe
Das Wasserstraßen- und Schifffahrtsamt Weser-Jade-Nordsee hat Dienstorte in Bremen, Bremerhaven und Wilhelmshaven.
Zudem unterhält das WSA Weser-Jade-Nordsee Außenbezirke in Habenhausen, Farge, Blexen, Oldenburg und Wilhelmshaven. Bauhöfe gibt es in Brake, Bremerhaven und Wilhelmshaven.

## Verkehrszentralen
Das Wasserstraßen- und Schifffahrtsamt Weser-Jade-Nordsee betreibt rund um die Uhr drei Verkehrszentralen (VTS Centres) zur Überwachung und Lenkung des Schiffsverkehrs in der Nordsee am Elbe-Weser-Dreieck.
- Verkehrszentrale Wilhelmshaven, zuständig für die Deutsche Bucht vor der ostfriesischen Küste in Niedersachsen. Der Überwachungsbereich ist in drei Sektoren aufgeteilt: „German Bight Traffic“, „North Coast Traffic“, und „Jade Traffic“.
- Verkehrszentrale Bremerhaven, zuständig für die Außenweser mit Zufahrt der Häfen von Bremerhaven und Bremen als Revier „Bremerhaven Weser Traffic“.
- Verkehrszentrale Bremen, zuständig für die Unterweser zwischen Brake und Bremen und für die Hunte. Entsprechend existieren zwei Sektoren „Bremen Weser Traffic“ und „Bremen Hunte Traffic“.